# سیارک ۹۸۳۱
سیارک ۹۸۳۱ (به انگلیسی: 9831 Simongreen، نامگذاری:1979QZ) نه هزار و هشتصد و سی و یکمین سیارک کشف شده‌است که در ۲۲ اوت ۱۹۷۹ کشف شد.